# Jabron (Roubion)
Der Jabron ist ein Fluss in Frankreich, der im Département Drôme in der Region Auvergne-Rhône-Alpes verläuft. Er entspringt im Gemeindegebiet von Comps, entwässert anfangs Richtung Südwest, dreht beim Ort Dieulefit auf West und mündet nach rund 39 Kilometern im Stadtgebiet von Montélimar als linker Nebenfluss in den Roubion.

## Orte am Fluss
- Dieulefit
- Le Poët-Laval
- La Bégude-de-Mazenc
- La Bâtie-Rolland
- Puygiron
- Montboucher-sur-Jabron
- Montélimar